# Eucalyptus viminalis
Eucalyptus viminalis är en myrtenväxtart som beskrevs av Jacques-Julien Houtou de La Billardière. Eucalyptus viminalis ingår i släktet Eucalyptus och familjen myrtenväxter. Inga underarter finns listade i Catalogue of Life.

## Bildgalleri

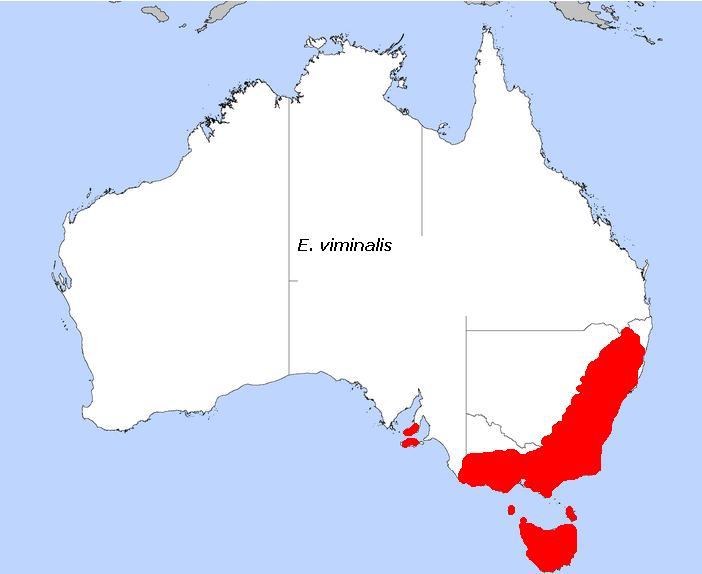
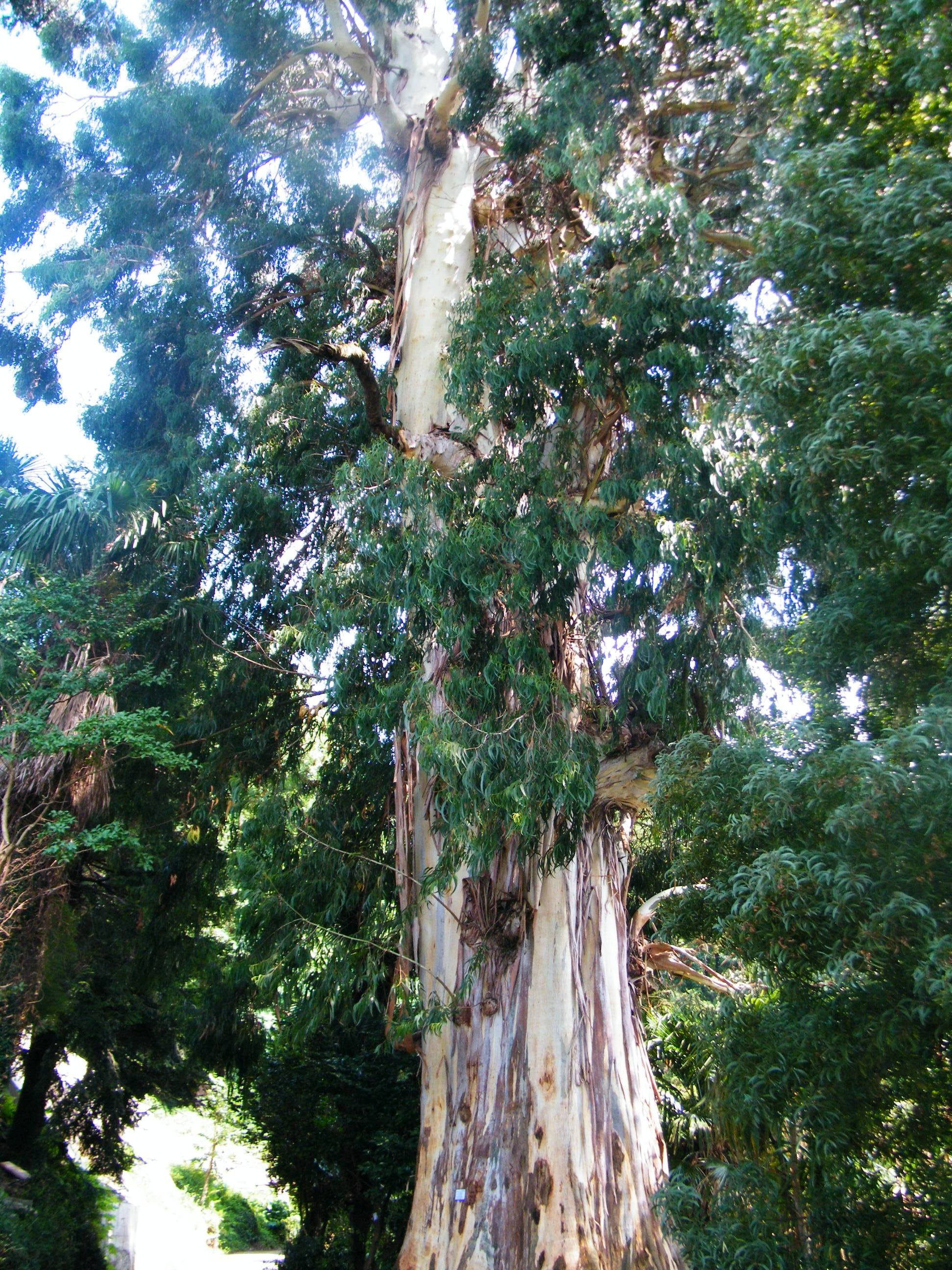
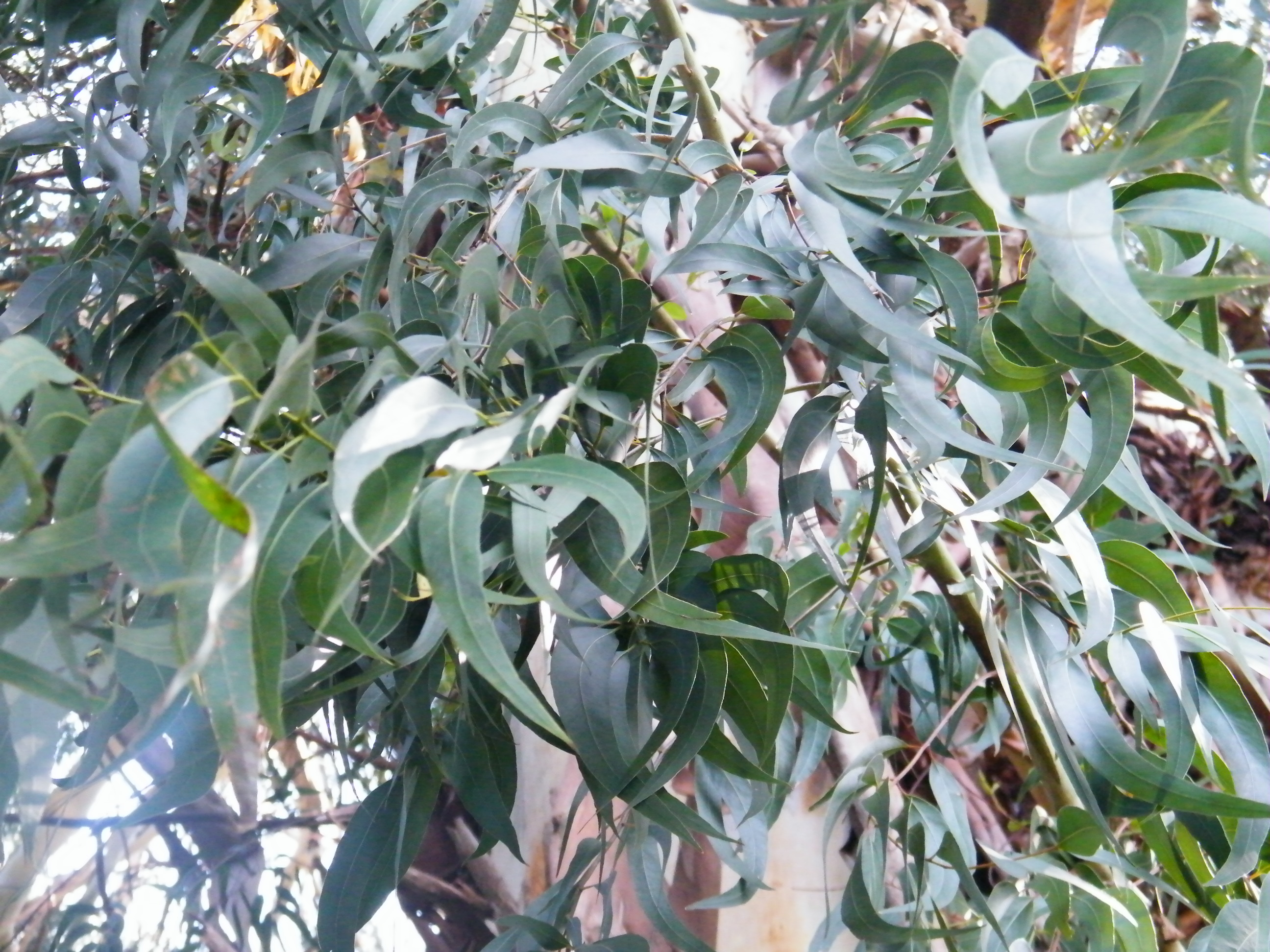
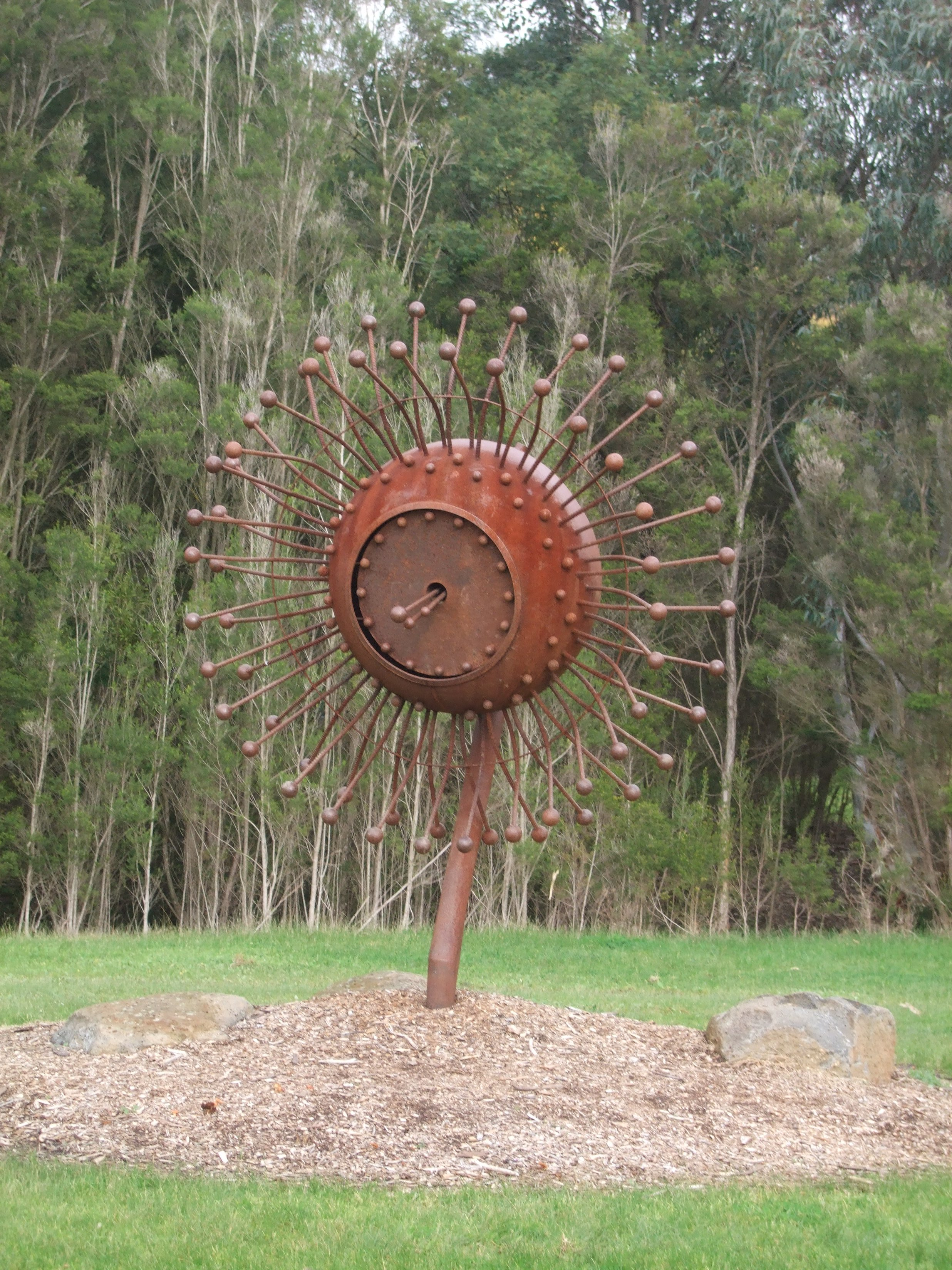
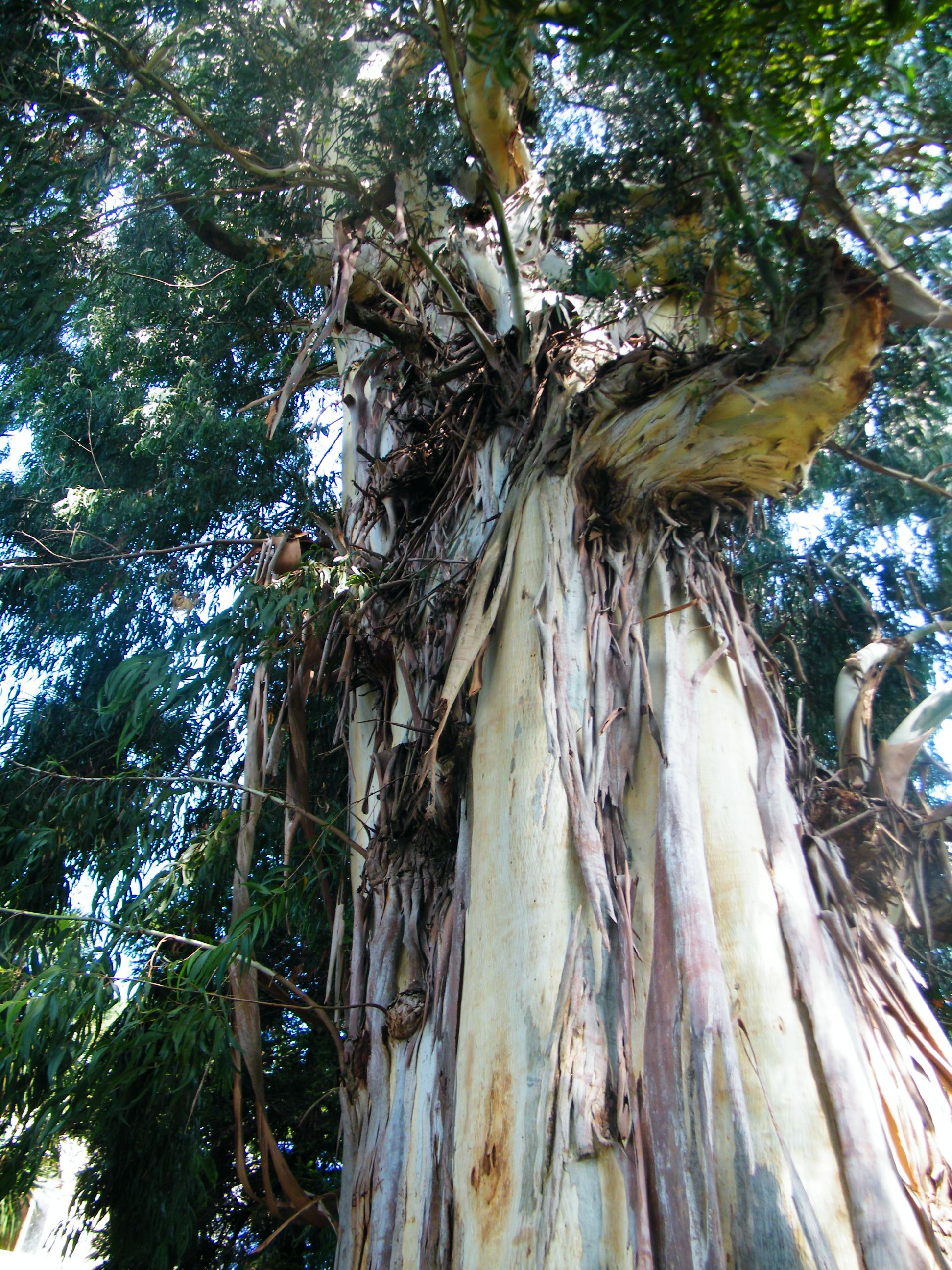